# 엔키두

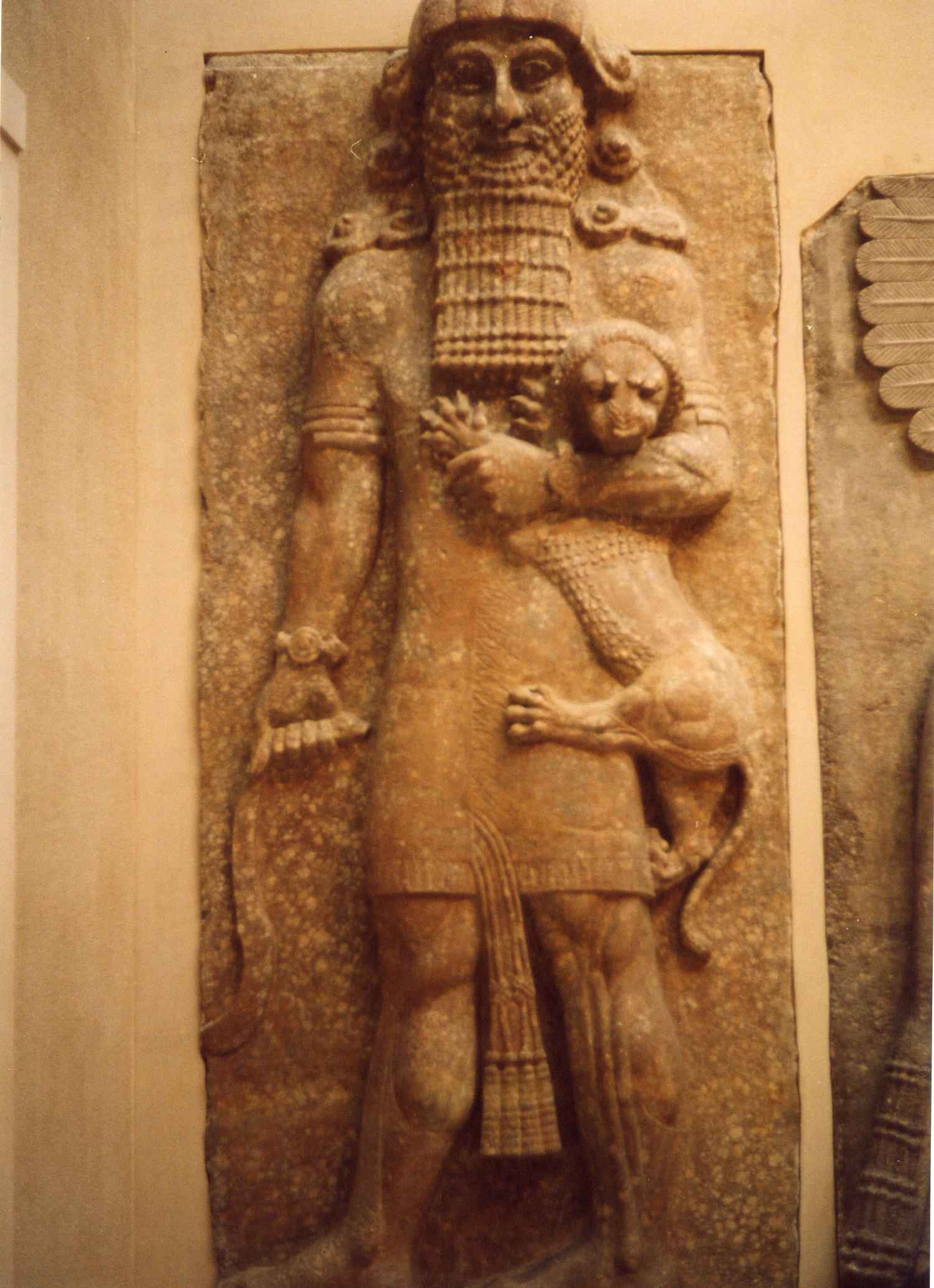

엔키두(Enkidu)는 길가메시의 힘을 낮추기 위해 모신 아루루가 점토를 빚어 만든 힘센 야만인이다.

## 길가메시 서사시 중
길가메시가 보낸 우루크 신전의 여인 샴하트와 2주간 쉬지 않고 성관계를 하고 지내면서 머리카락을 제외한 털을 모두 기름을 발라 깎았다. (빠졌다는 이야기도 있음.)
이후 우르크로 가 길가메시와 싸워 길가메시에게 패배하면서 서로 친구가 되었다.
이후 길가메시와 함께 삼나무 숲의 수호자인 훔바바를 죽였다.
훔바바를 죽인 후 여신 이슈타르가 길가메시에게 반하면서 청혼하였으나 길가메시는 거절했다.
이슈타르는 분노하며 아누에게 하늘의 황소를 보내서 길가메시를 죽여 달라고 부탁했다 아누는 하늘의 황소를 우르크로 보냈다.
길가메시와 엔키두는 하늘의 황소를 죽이고 황소의 넓적다리(성기라는 설도 있다)를 잘라 이슈타르의 얼굴에 던졌다.
엔키두는 길가메시를 도와 훔바바와 하늘의 황소를 죽인 죄로 신들의 저주에 의해 병에 걸려 죽었다.